# Neureclipsis piersoni
Neureclipsis piersoni är en nattsländeart som beskrevs av Frazer och Harris 1991. Neureclipsis piersoni ingår i släktet Neureclipsis och familjen fångstnätnattsländor. Inga underarter finns listade i Catalogue of Life.